# Stadion Poljud
Das Stadion Poljud ist ein Fußballstadion mit Leichtathletikanlage in der kroatischen Hafenstadt Split. Es ist die Heimspielstätte des Fußballvereins Hajduk Split. Es trägt auch den Beinamen Poljudska ljepotica (Die Schönheit von Poljud). Auch die kroatische Fußballnationalmannschaft nutzt die Anlage gelegentlich für ihre Partien.

## Architektur
Das Stadion Poljud wurde im gleichnamigen Stadtteil nach den Entwürfen von Boris Magaš mit einer außergewöhnlichen Dachkonstruktion in Form einer geöffneten Muschel 1979 erbaut. Es zählt zu den bedeutendsten Zeugnissen jugoslawischer Architektur.
Ursprünglich konnte das Stadion 55.000 Menschen fassen.  Durch den Verzicht auf Stehplätze wurde diese Anzahl auf 34.448 Plätze reduziert.
Auf der Südtribüne können zum Teil keine Zuschauer Platz nehmen. Der Besucherrekord stammt aus dem Jahr 1982. Bei dem Spiel Hajduk Split gegen Dinamo Zagreb waren 65.000 Fans im Stadion.

## Geschichte
Das Stadion wurde im Jahr 1979 anlässlich der 8. Mittelmeerspiele erbaut. 1990 fanden hier die Leichtathletik-Europameisterschaften statt. Im Jahr 2010 war der Leichtathletik-Continental-Cup im Stadion in Split zu Gast.
Von 2013 bis 2018 hat es außerdem das Ultra Europe Festival, die jährlich stattfindende europäische Ausgabe des Ultra Music Festivals beherbergt.

## Galerie

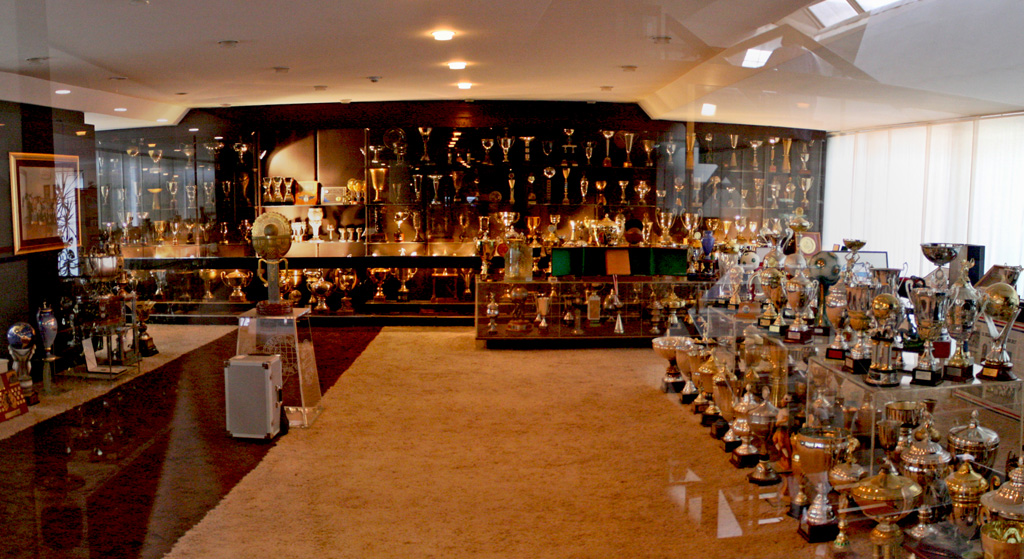
Der Trophäenraum im Stadion
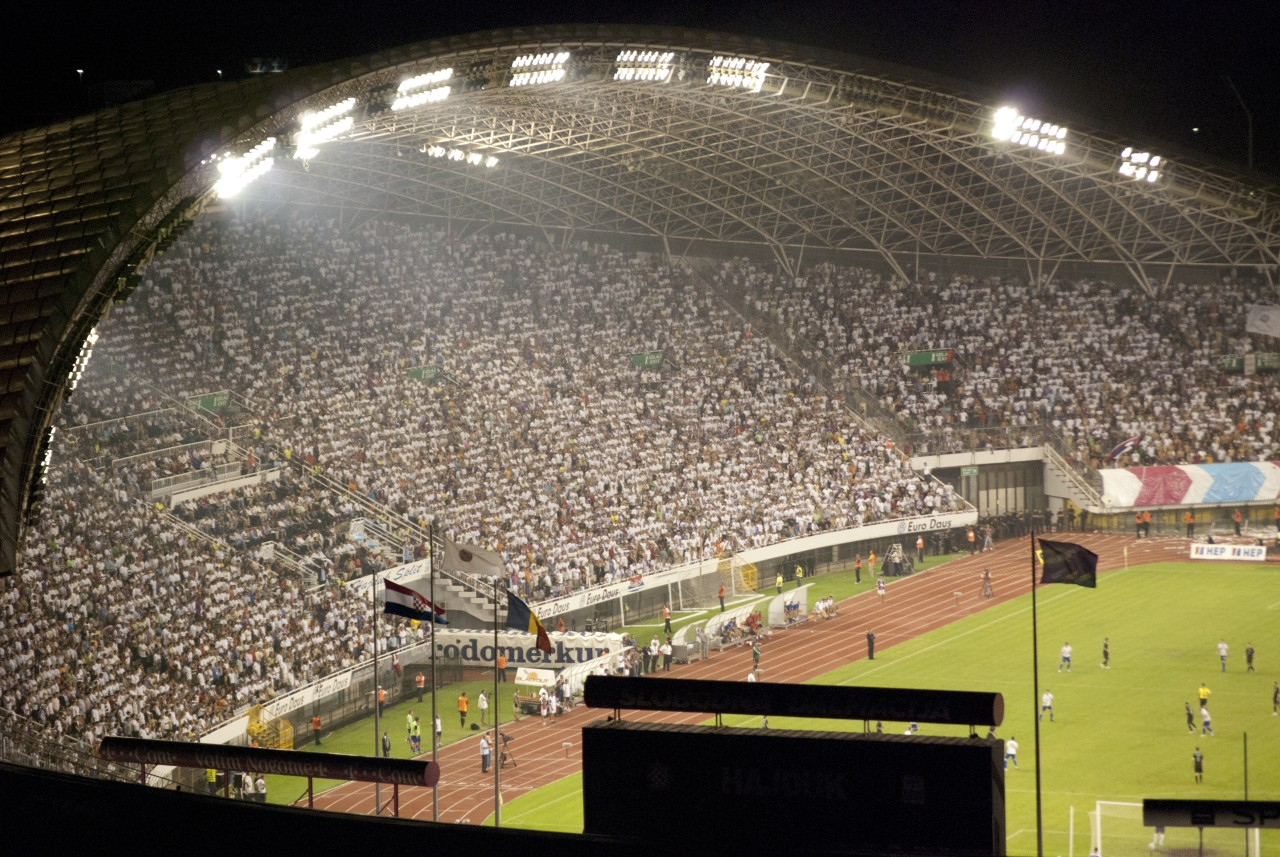
Vollbesetzte Tribüne
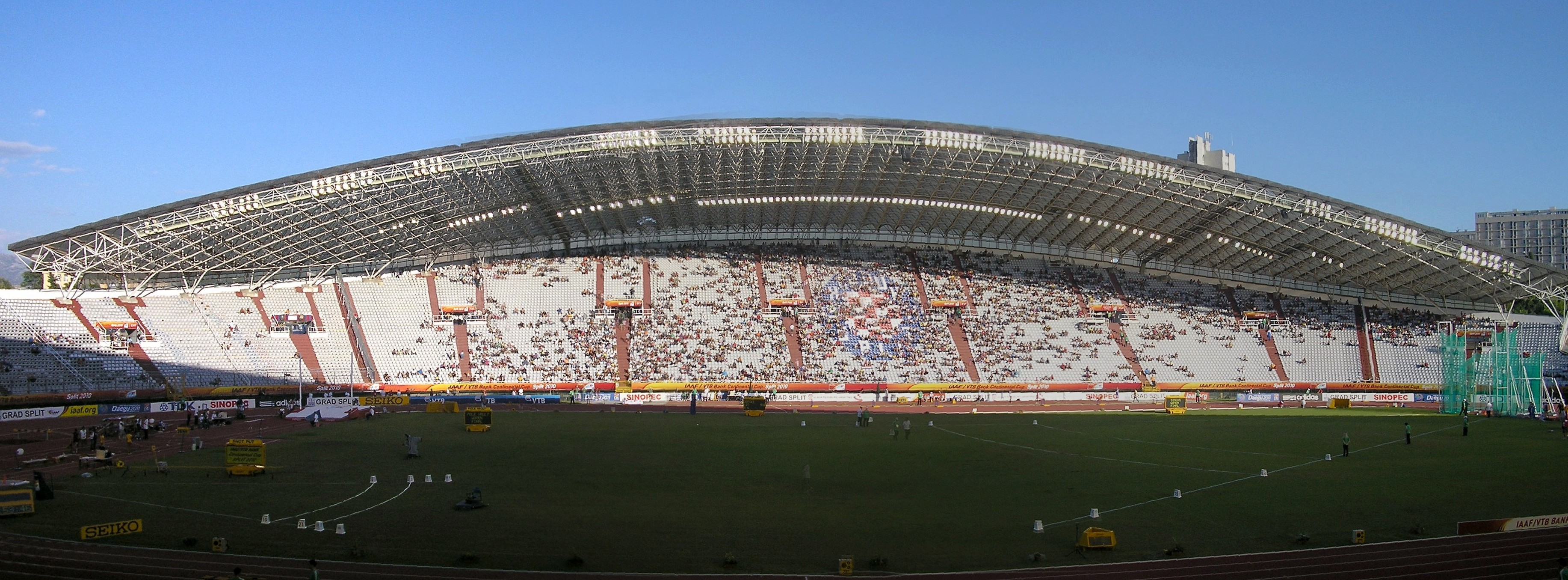
Die Gegengerade
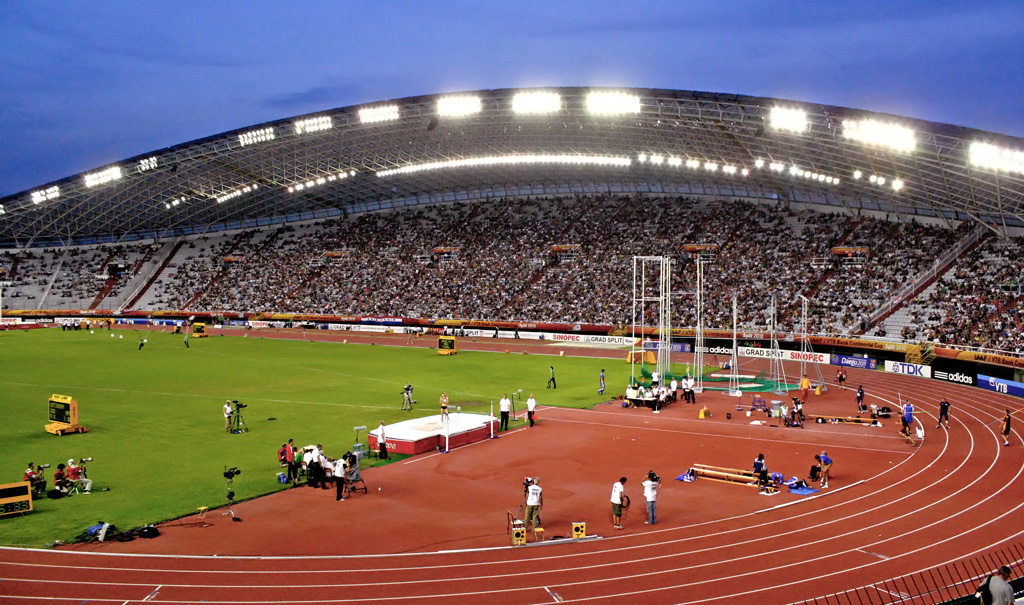
Das Stadion beim Leichtathletik-Continental-Cup 2010